# Хокей на лед
Хокеят на лед е отборен зимен спорт, който се играе върху ледена пързалка с шайба.
Играе се от два отбора с по пет полеви играча и един вратар, които се стремят да си отбележат гол, вкарвайки шайбата във вратата на противниковия отбор. Редовното време се състои от три части от по 20 чисти игрови минути. Времето спира да се отчита при прекъсване на играта. При равенство в редовното време следва продължение на принципа „внезапна смърт“, като печели отборът, отбелязал първи гол, и наказателни удари, в случай че никой отбор не вкара гол в продължението.
В днешни дни хокеят е един от най-популярните спортове в страни като Канада, САЩ, Русия, Финландия, Швеция, Чехия, Словакия и Германия. В тези страни хокеят има изградени традиции и имат добри вътрешни първенства, но най-силното и световноизвестно първенство е Националната хокейна лига на САЩ и Канада, НХЛ.
Хокеят на лед е част от програмата на зимните олимпийски игри от самото начало, от първите Зимни олимпийски игри 1924 в Шамони, Франция. Ежегодно се провежда и световно първенство по хокей на лед.

## История
Думата „хокей“ вероятно произлиза от френското „hoquet“, което означава „гега на овчар“. С такива „геги“ британските войници в Канада гонели празни кутии по леда. Тази игра се харесала на студентите от Монреалския университет и през 1878 г. те съставят първите ѝ правила.
Хокеят на лед се оказва много зрелищна игра, която в началото на ХХ век била пренесена и в Европа под името „канадски хокей“. С течение на времето определението „канадски“ отпада.

## Правила

### Пързалка и шайба
Хокеят на лед се играе върху ледена пързалка с шайба – гумен диск с диаметър 76,2 мм (три инча) и дебелина 2,54 см (един инч). Игровото поле представлява правоъгълник със закръглени ъгли, обграден от дървена или пластмасова ограда, наречена мантинела, с височина 1,20 м. Размерите на полето са различни според правилата на международната федерация и НХЛ. Според международните правила, максималните допустими размери са 61x30 м, а минималните 56x26 м, като в официални състезания, организирани от международната федерация, размерите трябва да са 60-61 м дължина и 29-30 м ширина. В НХЛ размерите са 200x85 фута, т.е. 60,96x25,91 м. 
Игрището е разделено на зони – с две сини линии, прекарани на 18 м от краищата на площадката, се очертава зоната за защита пред собствената врата и респективно зоната за нападение пред противниковата врата. Между тях остава средната зона, през центъра на която преминава централната червена линия. С червени линии са очертани и вратарските полета. Самите врати са малки – височина 1,22 м и широчина 1,83 м, със здраво опъната мрежа в задната част. Хокеистите и шайбата могат да се движат и зад пространството на вратата (зад вратите и мантинелата).

### Полеви играчи и екипировка
На леда се състезават пет полеви играчи – трима нападатели (център и две крила) и двама защитници (гардове), както и вратар. Обикновено на резервната скамейка седят поне още две „петици“, готови за смяна. Поради голямото физическо натоварване за хокеистите е невъзможно да изиграят цял мач. Средно на мач един хокеист пробягва около 10 км. За това при тях смените са чести и могат да се правят по всяко време на мача.
Играчите имат право да хванат шайбата, когато тя е рикоширала и е във въздуха, след което да я върнат на леда, стига по преценка на съдията тя да не е била в ръката на играча повече от 3 секунди. Шайбата рядко престоява в ръцете на играчите повече от част от секундата, тъй като в противен случай те се превръщат автоматично в мишена, а голове се зачитат само след удар на шайбата със стик, намиращ се под нивото на горната греда на вратата, или след рикошет от кънка или част от друга екипировка на собствен или противников играч, стига да е неволен рикошет, и да не е налично насочено движение за отклоняване посоката на шайбата.
Играчите се придвижват с кънки за лед без зъбци; оборудвани са още със стик (ляв или десен, според водещата ръка на играча) и комплектен екип, който съдържа:
- Каска, която задължително е снабдена с желязна маска или плексигласов визьор, предпазващ лицевите части на играча. За да играе без маска/визьор, хокеистът трябва да е пълнолетен и да е подписал декларация, че поема отговорност при евентуални неблагоприятни последствия.
- При деца и младежи, ненавършили пълнолетие, употребата на предпазител на врата е задължителна.
- Нагръдник – обхваща торса почти до кръста, като преминава и през раменете, в посока лактите.
- Налакътници
- Гащи, с предпазни „кори“ в тях,
- Мъжете използват суспенсуар,
- Наколенки, продължаващи надолу по цялата дължина на костта,
- Чорапи.

### Вратар
Стикът на вратаря е по-къс и по-широк, за да отразява ударите; кънките му са по-ниски и устойчиви, ножовете им са по-широки от тези на полевите играчи; на ръцете си има специални ръкавици – „лапа“ (или „тухла“) – за отбиване на удари и „човка“ – уплътнена ръкавица с мрежа между палеца и показалеца, предназначена за ловене на шайбата.

### Наказания
Хокеят е твърд и безкомпромисен спорт. В него е позволено да се води силова борба с противника, който владее шайбата, като изблъскване с гърди, рамо или бедро, или като изтласкване и притискане към мантинелата, но с не повече от две крачки разбег (засилване). Не е позволено да се задържат или спъват със стик, коляно или кънка противниците, както и да им се противодейства с ръце. Стикът не трябва да се хвърля на леда или да се вдига на равнище по-високо от раменете, за да се попречи на съперниците.
Като строго дисциплинирана игра в хокея на лед се прилагат наказания за нарушаване на правилата. Минималното и доста често прилагано наказание е отстраняване на играч за две минути. В зависимост от провинението наказанието може да бъде от две, пет или десет минути. Към тези санкции могат да се прибавят и дисциплинарни наказания (+2 минути, +5 минути, +10 минути). В редки случаи, за неспортсменско поведение, играч може да бъде изгонен до края на мача, а понякога и за следваща среща. Последните правила, въведени от хокейните асоциации, са доста по-строги и за най-малкото сбутване се полага двуминутно наказание.

### Дузпа
Дузпа се отсъжда в случаите, в които играч има чиста възможност за отбелязване на гол, но е спрян с непозволени средства от играч на противниковия отбор. Най-често това се случва, когато шайбата е в притежание на атакуващия играч, който може да отправи удар и между него и вратаря няма защитници. При изпълнение на дузпа, шайбата се поставя в центъра на игрището и фаулираният играч има възможност да отбележи гол, като в този момент той и противниковият вратар са единствените играчи на игрището. Дузпа може да се отсъди и когато защитник покрие с тялото си шайбата във вратарското поле; в случай, в който вратарят умишлено измести своята врата, за да предотврати отбелязването на гол; когато защитник отмести вратата на своя отбор (ако остават по-малко от две минути до края на редовното време, или по време на продължението), или когато защитник хвърли стик или друг предмет по шайбата или играч, който владее шайбата, за да предотврати пас или удар към вратата.

### Международни хокейни лиги
- „Национална хокейна лига“ (НХЛ) – най-старата действаща спортна организация по хокей на лед. Създадена през 1917 г. в град Монреал, Канада. Включва 30 отбора – 23 от САЩ и 7 от Канада. Купа Стенли, която се присъжда ежегодно на най-добрия отбор в плейофите, е най-старият спортен трофей в Северна Америка.
- „Континентална хокейна лига“ (КХЛ) – международна хокейна лига в Евразия, наследник на Руската Суперлига и Съветската лига. Стартира през сезон 2008/2009. Включва отбори от Русия, Беларус, Казахстан, Латвия, Словакия, Украйна, Хърватия и Чехия.